# تريفاجو
تريفاجو (بالإنجليزية: trivago) هو موقع مقارنة أسعار الفنادق ومحرك بحث للفنادق. يقارن الموقع أسعار الغرف المتوفرة على أكثر من 200 موقع حجز على الإنترنت، لأكثر من 700,000 فندق حول العالم.
عندما يقوم المستخدم بإدخال الوجهة المطلوبة ويحدد معايير وعناصر بحثه، يقوم محرك البحث الخاص بالموقع بالتنقيب عن جميع الصفقات المتوفرة عبر الإنترنت في ذلك الحين، ليعرض للمستخدم مقارنة موضوعية للصفقات التي تتناسب مع الوصف المطلوب.
عملية الحجز نفسها تكون عبر مواقع الحجز المذكورة والتي هي مرتبطة بموقع تريفاجو، (مثل موقع بوكينج.كوم أو أجودا.كوم وغيرهم من المواقع). عندما يضغط المستخدم على زر "أظهر العرض"، تريفاجو يرسله إلى موقع الفندق أو موقع الحجز الذي وفّر السعر المرغوب؛ ومن هناك، يمكن للمستخدم مراجعة وحجز العرض الذي ظهر له على تريفاجو. تريفاجو متوفر مجاناً لكل مستخدم، ويولِّد أرباحه على أساس عدد النقرات التي تمت على الموقع.

## دول أكثر إستعمالاً
أُستُعمِل تريفاجو في:
دول إفريقيا و قليلاً من أسيا أكثرياتها  السعودية.

## تاريخ الموقع
شركة تريفاجو أو تريفاغو (بالإنكليزية: trivago) هي شركة ألمانية أسست عام 2004، وأنشأ الموقع نفسه عام 2005. أول عملية توسع للموقع كانت في أوروبا عام 2007. تابعها التوسع في أمريكا الشمالية وأمريكا الجنوبية عام 2009، وآسيا والمحيط الهادئ عام 2013 والشرق الأوسط عام 2014. اليوم، موقع تريفاجو متوفر عالمياً في أكثر من 50 دولة.
في 21 ديسمبر من عام 2012، اشترت شركة إكسبيديا (بالإنجليزية: Expedia) حصة أغلبية من شركة تريفاجو مقابل نقود وأسهم تبلغ قيمتها المجتمعة 546 مليون دولار أمريكي.

## الإدارة
رولف شرمغن -الرئيس التنفيذي والشريك المؤسس للشركة -مسؤول عن إدارة المنتج والتسويق وتطوير الأعمال
مالت سيورت -المدير المالي والشريك المؤسس للشركة -مسؤول عن إدارة المبيعات والتمويل وتطوير الأعمال
بيتر فينيمير -الرئيس التنفيذي للتكنولوجيا والشريك المؤسس للشركة -مسؤول عن إدارة التكنولوجيا

## المنتجات
1)	مقارنة أسعار الفنادق
تبدأ عملية البحث عندما يقوم المستخدم بإدخال الوجهة أو الجهة المطلوبة (على سبيل المثال أحد الآثار أو المتاحف) التي يرغب بزيارتها، ومن ثم تاريخ الرحلة. يتم فرز النتائج عندها استناداً إلى السعر، المسافة، الرواج أو التصنيف وبإمكان المستخدمين كذلك تضييق بحثهم باستخدام مجموعة من خيارات التصفية مثل نوع الغرفة، الاتصال اللاسلكي بالانترنت (واي فاي)، ومنتجع وغيرها. تتضمن مواصفات الفندق معلومات شاملة حول المرافق والخدمات والتقييمات النقدية والصور. واستناداً إلى هذه المعلومات، يصبح المستخدم قادراً على اتخاذ قرار مطَلع حول الفندق الأكثر جاذبية يتم بعدها تحويله إلى موقع الحجز لإتمام عملية الحجز.
2)	trivago لإدارة الفنادق (trivago Hotel Manager)
إنها المنصة المخصصة لمالكي الفنادق والتي يقومون من خلالها بإدارة حضورهم في تريفاجو، عبر الإنترنت. يقدم خيار مدير الفندق على موقع تريفاجو النصائح والأدوات لأصحاب الفنادق لتعزيز إمكانية رؤية فنادقهم وتصنيفها في نتائج البحث. يمكن كذلك لمالكي أو مدراء الفنادق تعقب إحصائيات النقر/ الحجز وإعداد محرك حجز خاص بهم.
3)	مجتمع trivago
يعتمد موقع تريفاجو على مجتمع عالمي من المسافرين والكتاب كي يقوموا بالبحث والدخول إلى محتوى معلومات الفنادق الشاملة وتحديثها، ويوفر لهم إمكانية تعديل وتطوير بيانات وتفاصيل الفنادق المعروضة على الموقع.
4)	trivago لاختبار الفنادق (trivago Hotel Test)
متوفر في ألمانيا والمملكة المتحدة وإيرلندا وإسبانيا وإيطاليا، هذا البرنامج يوحد تقييمات النزلاء من دراسات استقصائية، ليعرض آخر التعليقات والتصريحات. وللتأكد ألا تكون التقييمات متحيزة، يستخدم هذا البرنامج تعليقات النزلاء الحقيقية لكي يحدد سمات القوة ونقاط الضعف لكل فندق.
5)	مؤشر تريفاجو لأسعار الفنادق (tHPI)
يتم إصدار فهرست أسعار الفنادق (مؤشر الtHPI) على موقع تريفاجو شهرياً، ويحوي توقعات الأسعار الوسطية للفنادق في المدن الكبرى في أوروبا وشمال أميركا وجنوبها بالإضافة إلى آسيا. وهو يعرض متوسط سعر الغرف في فترة زمنية معينة، أي متوسط عملية الإقامة ليلة واحدة في غرفة مزدوجة نموذجية.
سياسة العمل في الشركة
في تريفاجو، لدى الموظفين ساعات عمل مرنة وبيئة مريحة ودولية. يأتون الموظفين في الشركة من حوالي 60 دولة عالمياً ويعملون معاً تحت سقف واحد في المكتب الرئيسي بدوسلدورف في ألمانيا.